# Conservazione e restauro dei metalli

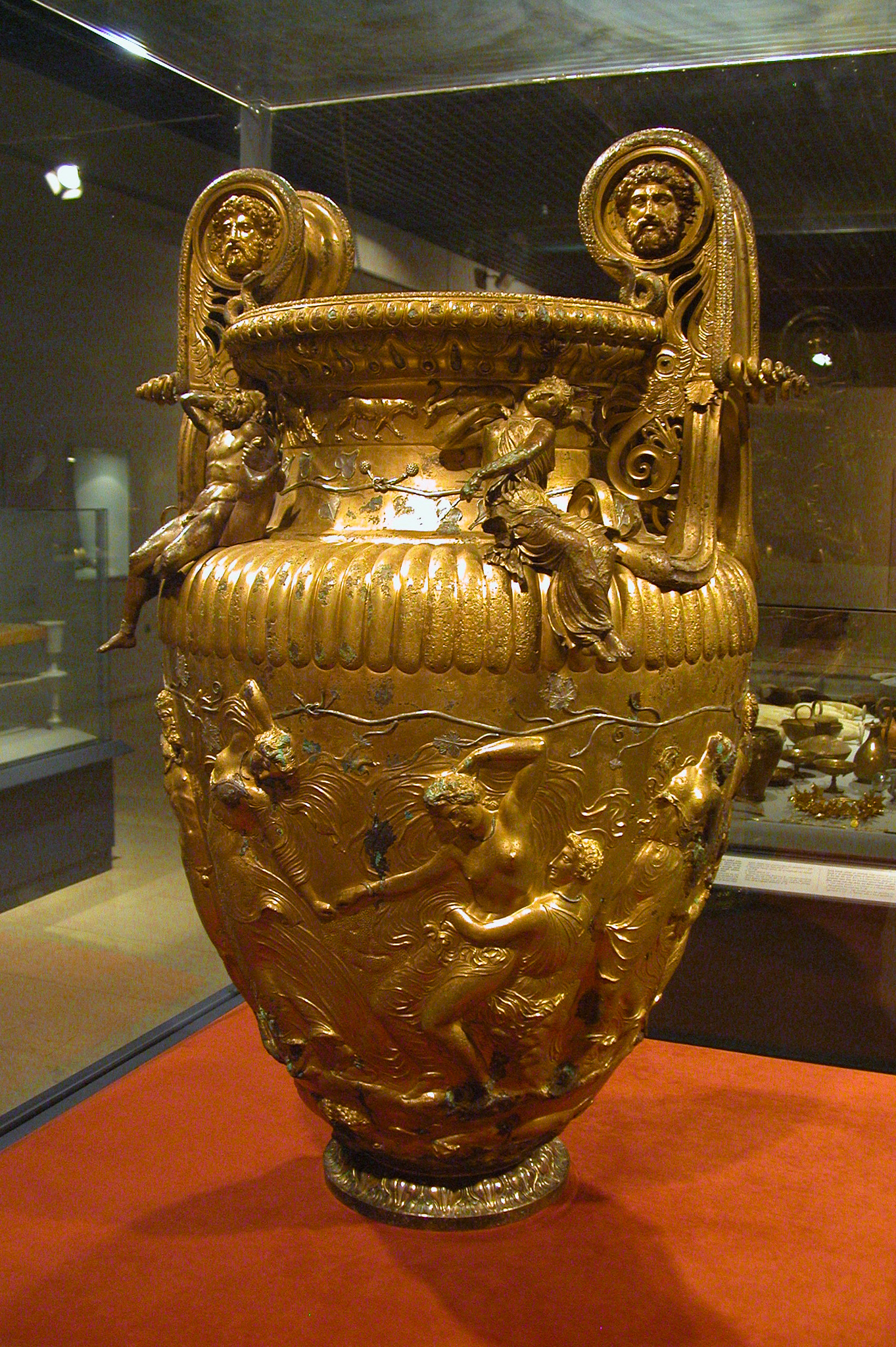
Cratere di Derveni, bronzo, 350 a.C., Museo Archeologico di Salonicco, dopo la pulizia e la conservazione.

La conservazione e restauro dei metalli è l'attività dedicata alla tutela e alla conservazione degli oggetti storici (religiosi, artistici, tecnici ed etnografici) e archeologici realizzati parzialmente o interamente in metallo. In esso sono comprese tutte le attività volte a prevenire o rallentare il deterioramento dei beni, nonché a migliorare l'accessibilità e la leggibilità degli oggetti del patrimonio culturale. Nonostante i metalli siano generalmente considerati materiali relativamente permanenti e stabili, a contatto con l'ambiente si deteriorano gradualmente, alcuni più velocemente, altri molto più lentamente. Ciò vale soprattutto per i reperti archeologici.

## I metalli e gli agenti di deterioramento
Una causa essenziale di deterioramento è la corrosione degli oggetti metallici spesso dovuto all'interazione con l'ambiente. Come fattori più influenti di deterioramento degli oggetti storici vanno segnalati l'umidità relativa e l'inquinamento atmosferico mentre negli oggetti archeologici un ruolo cruciale ha la composizione, la profondità, l'umidità e la quantità di gas nel suolo. Nei casi di reperti che per lungo tempo sono stati esposti all' acqua marina o dolce, i fattori di decadimento più importanti sono la quantità e la composizione dei sali solubili, la profondità dell'acqua, la quantità di gas disciolti, la direzione delle correnti d'acqua e il ruolo degli organismi viventi sia microscopici che macroscopici. 
Deterioramento dei materiali associati ai metalli

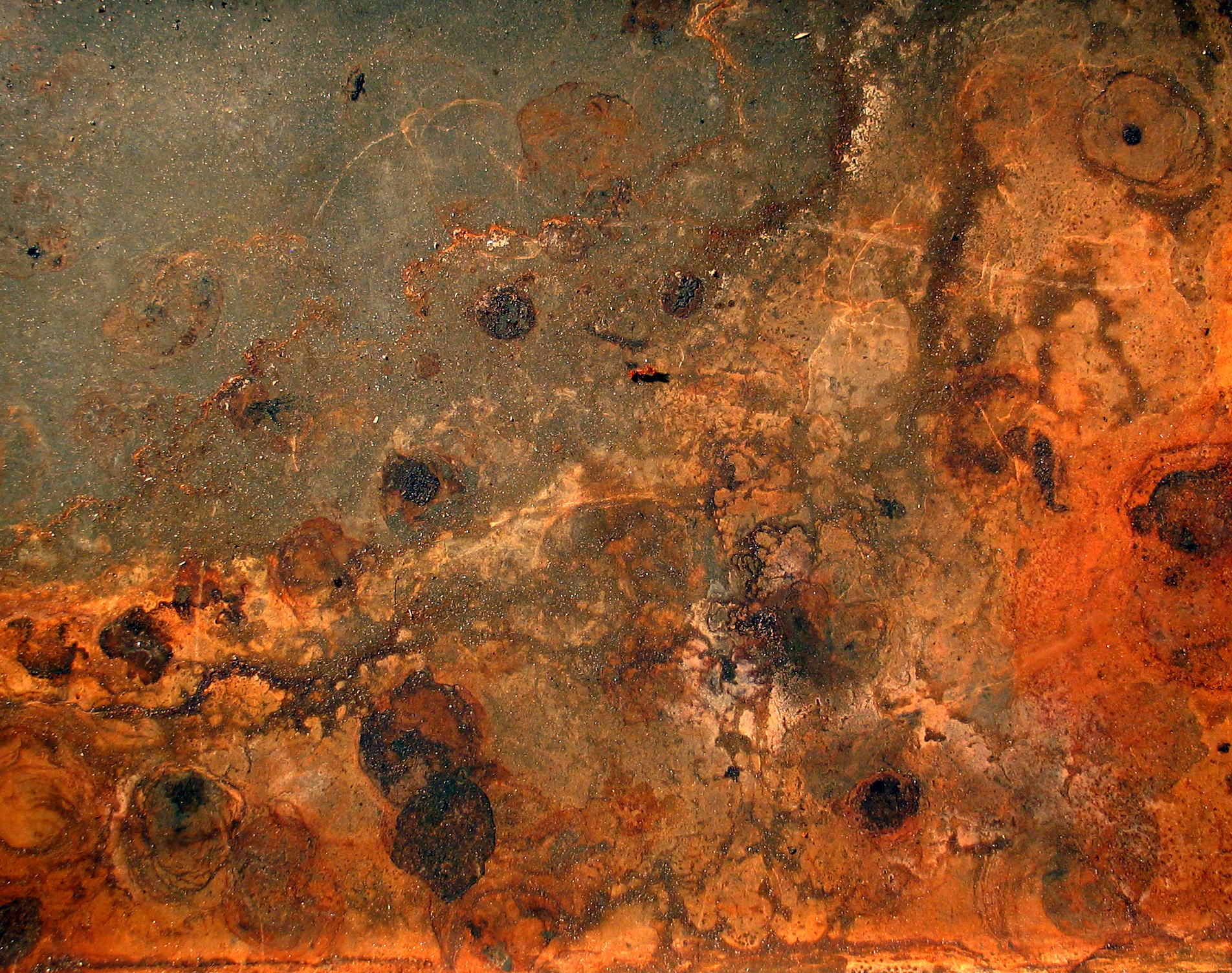
Ruggine e sporco sul metallo a causa della corrosione e dell'inquinamento.

I materiali associati si deteriorano a seconda dell'origine, siano essi organici o inorganici. I materiali organici solitamente si deteriorano in un periodo di tempo relativamente breve, principalmente a causa della biodegradazione. Con i materiali inorganici questi processi sono notevolmente più lunghi e complessi. La quantità di gas, l'umidità, la profondità e la composizione del suolo sono molto importanti. In caso di reperti che sono stai a lungo tempo in acqua salata o dolce sono essenziali la quantità di gas disciolti nell'acqua, la profondità, la direzione delle correnti e gli organismi viventi microscopici e macroscopici.

### Agenti di deterioramento

#### Forza fisica
La forza fisica è uno dei mezzi più comuni per danneggiare gli oggetti metallici, che "sono considerati forti e resistenti sebbene mostrino debolezza e fragilità in determinate condizioni". Ciò include rotture, ammaccature e graffi che si verificano in incidenti, conservazione e montaggio impropri, manipolazione impropria e lucidatura eccessiva.

#### Fuoco
Le leghe a basso punto di fusione, come il peltro o il piombo, sono a rischio di danni dovuti al fuoco, sebbene altri metalli non siano a rischio per il fuoco stesso, ma per gli inquinanti causati dal fumo.

#### Acqua
Il contatto con l'acqua o l'immersione completa in essa causeranno un certo grado di corrosione. Più l'acqua è ossigenata, o maggiore è la quantità di sale presente nell'acqua, più provocherà una corrosione rapida ed aggressiva del metallo. L'esposizione a breve termine all'acqua "può provocare una rapida corrosione superficiale, come quando si verifica la ruggine rapida su oggetti di ferro o acciaio che sono stati anche solo momentaneamente bagnati". Il ferro e l'acciaio sono i più colpiti dall'acqua.

#### Inquinanti
Gli inquinanti atmosferici sono uno degli agenti più comuni di deterioramento dei metalli, soprattutto lo stagno e le leghe di stagno, che provocano corrosione. Gli inquinanti più comuni includono sporco, fuliggine, polvere e sostanze chimiche. Anche impronte digitali, sali, acidi grassi e residui di lucidanti possono causare corrosione. 

#### Temperatura e umidità relativa errate
Temperature più elevate aumentano la velocità delle reazioni chimiche e della corrosione. La temperatura influisce anche sull'umidità relativa, quindi dovrebbe essere monitorata e controllata. Maggiore è l'umidità relativa (65% e superiore), maggiore è il rischio di corrosione. Il piombo è il meno influenzato dall'elevata umidità. 

## Pianificazione della conservazione dei metalli
Come per gli interventi di conservazione e restauro su qualsiasi altro materiale, anche qui i principi fondamentali del restauro conservativo si basano sulla qualità dell'esecuzione e sulla migliore conservazione possibile dell'identità e dell'integrità culturale, storica e tecnologica degli oggetti. Sono essenziali il minimo intervento, la reversibilità e la ripetibilità del trattamento preferito, nonché la possibilità di una facile identificazione delle parti restaurate. Recentemente è diventata importante anche la natura non tossica dei materiali e delle procedure utilizzate nella conservazione, sia in relazione agli oggetti e al conservatore-restauratore come esecutore, ma anche in relazione all'ambiente.

### Ricerca

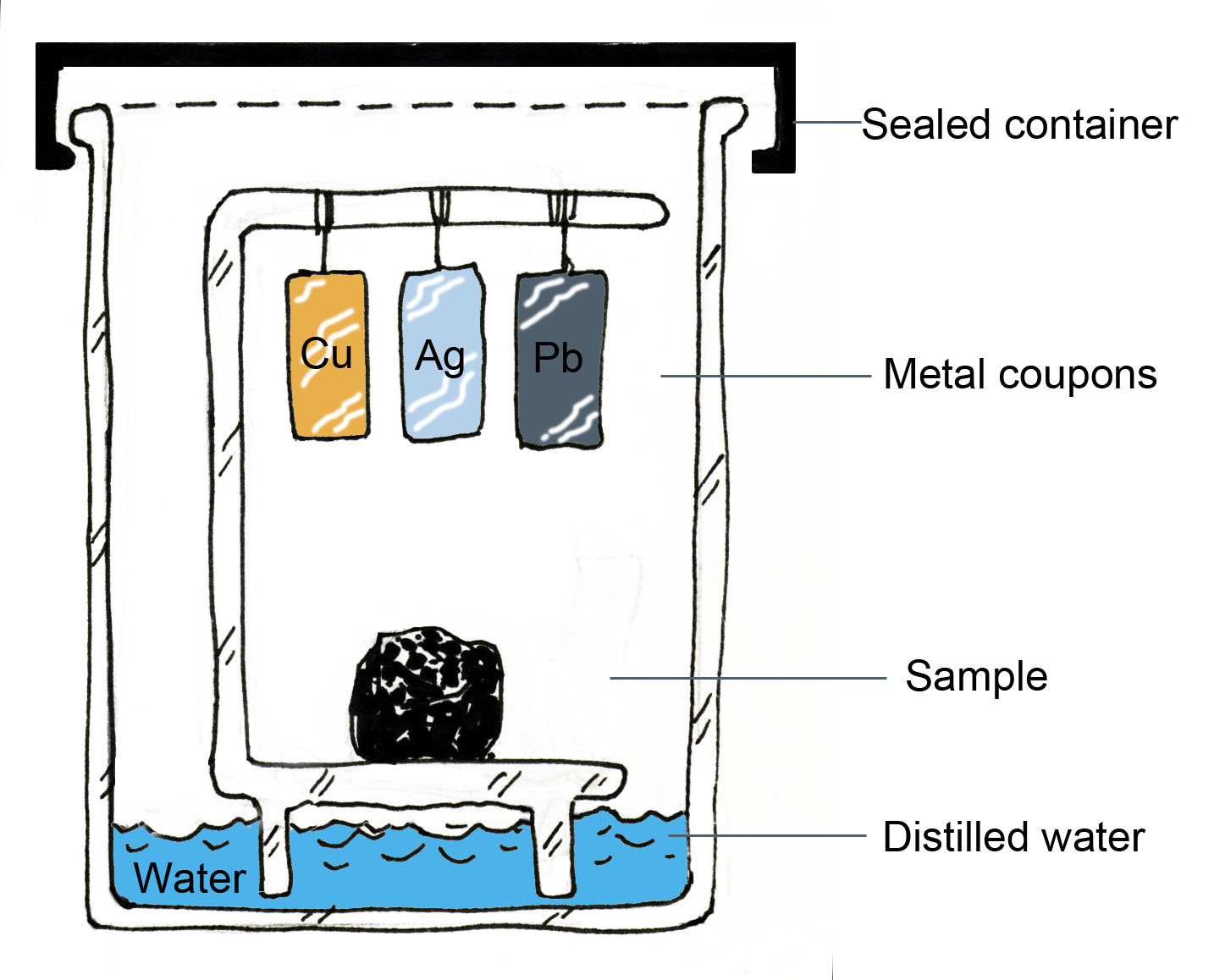
Una descrizione tecnica di un test Oddy con tutte le parti incluse: barattolo sigillato, coupon metallici, acqua e campione.

Al giorno d'oggi, la ricerca scientifica è parte integrante del trattamento conservativo dei metalli, in cui diversi metodi e tecniche scientifiche aiutano a determinare cosa dovrebbe essere fatto nella conservazione e nella cura dell'oggetto. I conservatori studiano i materiali e le tecniche utilizzate nella creazione di un oggetto per comprendere e diagnosticare meglio le sue condizioni e pianificare un trattamento efficace. 
Identificazione dei metalli e delle leghe
- Metodi semplici: esame visivo, saggio chimico, gravità specifica (chiamata anche densità relativa, è una quantità adimensionale definita come il rapporto tra la densità di una sostanza e quella di un dato materiale di riferimento[10][11])
- Metodi scientifici: fluorescenza a raggi X, diffrazione dei raggi X (XRD), PIXE, LIBS, SEM, tecniche elettrochimiche, metallografia

Identificazione dei processi e dei prodotti della corrosione
- Metodo semplice: esame visivo, test in loco
- Test Oddy: per rame, argento e piombo
- Metodi scientifici: Diffrazione dei raggi X, SEM, metallografia

Identificazione dei materiali associati ai metalli
- Metodi semplici: esame visivo, saggio chimico, gravità specifica
- Metodi scientifici: Fluorescenza a raggi X, cromatografia, spettroscopia Raman

Individuazione della tecnologia utilizzata per produrre oggetti
- Metodi semplici: esame visivo
- Metodi scientifici: metallografia, radiografia a raggi X, tomografia computerizzata a raggi X

### Processo decisionale
Nel preparare la strategia di un progetto di conservazione dei metalli, un approccio interdisciplinare è essenziale. Ciò implica la partecipazione e la stretta collaborazione tra il maggior numero possibile di esperti. Nel progetto dovrebbero essere coinvolti come minimo il curatore (archeologo, storico o storico dell'arte), uno scienziato specializzato nella corrosione di oggetti metallici del patrimonio culturale e il conservatore o il restauratore.

### Documentazione
Una documentazione sistematica e ben gestita è un prerequisito essenziale per un trattamento conservativo e di restauro di qualità poiché "non è più considerato accettabile intraprendere un trattamento conservativo senza registrare l'oggetto e l'intervento". La documentazione di conservazione dovrebbe includere lo stato delle condizioni dell'oggetto prima, durante e dopo il trattamento. Anche qualsiasi tecnica utilizzata per valutare le condizioni dell'oggetto dovrebbe essere documentata. "La documentazione può anche essere vista come un 'oggetto surrogato' e può quindi far parte di strategie di conservazione preventiva intese a migliorare l'accesso alle informazioni riducendo al contempo la manipolazione degli oggetti". Sebbene i requisiti di documentazione differiscano tra le istituzioni, la maggior parte dei documenti segue lo stesso formato generale, tra cui:
- Dati dell'oggetto, ad esempio posizione, proprietà e record di accesso
- Dati di avanzamento, come la data in cui l'oggetto è stato ricevuto per il trattamento e quando il trattamento è stato completato
- Dati tecnici, come risultati di esami e analisi
- Condizioni dell'oggetto e dati sul trattamento, compresi i materiali e le apparecchiature utilizzate nel trattamento
- Raccomandazioni, come consigli per la conservazione e l'esposizione o il riesame e l'ulteriore cura dell'oggetto
- Riferimenti, fotografie e diagrammi[13]

### Etica e problemi etici nella conservazione dei metalli
Il concetto etico di conservazione degli oggetti metallici è in linea di principio lo stesso di altri campi della conservazione-restauro del patrimonio culturale.
Esistono però diverse problematiche specifiche che si possono riscontrare solo nella conservazione dei metalli; problemi del trattamento termico dei beni archeologici, ma anche il problema del restauro radicale dei beni storici, tecnici e architettonici.
Possono essere incluse anche le problematiche etiche legate alla conservazione degli oggetti del patrimonio metallico sacro. 

## Conservazione preventiva

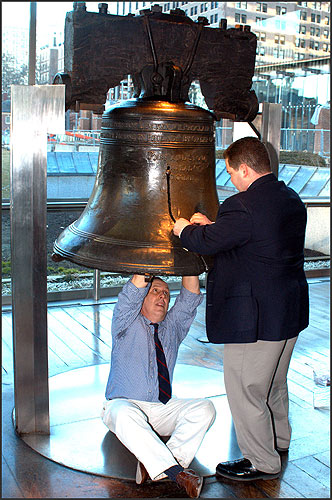
Gli ingegneri hanno collegato sensori wireless per monitorare i più piccoli cambiamenti nella famosa fessura della Liberty Bell mentre veniva spostata nella sua nuova sede il 9 ottobre 2003. Andrew Lins (seduto), capo conservatore del Philadelphia Museum of Art e consulente per la conservazione dei metalli presso il National Park Service, ha collaborato con Steven Mundell di MicroStrain per fissare con cura i sensori all'icona.

La conservazione preventiva, nota anche come cura delle collezioni o gestione del rischio, comprende tutte le azioni intraprese per prolungare la vita di un oggetto." ed è un elemento importante della politica museale. Ai membri della professione museale è affidato il compito di creare e mantenere un sistema protettivo. La pianificazione di emergenza, la salvaguardia e il monitoraggio ambientale sono tutti tipi di conservazione preventiva. La ricerca scientifica continua a scoprire nuovi modi per salvaguardare le collezioni. Oggi vari dispositivi di monitoraggio aiutano nell'osservazione dei cambiamenti negli agenti di deterioramento e di altri cambiamenti che possono aiutare a diagnosticare un'attività distruttiva prima che si trasformi in un disastro. Gli oggetti del patrimonio metallico sono sensibili alle condizioni ambientali come l'esposizione alla luce e ai raggi ultravioletti, alla temperatura, all'umidità relativa, all'acqua e a vari inquinanti, in particolare i sali di cloruro. È necessario pianificare misure di salvaguardia contro le minacce di disastri naturali come inondazioni o incendi e il mantenimento di un ambiente che mantenga tutti gli agenti di deterioramento entro limiti di sicurezza e il controllo della loro fluttuazione aiuterà nella conservazione dei metalli.
Sia che siano immagazzinati, esposti o in transito, i metalli si conservano meglio in un "clima moderato che eviti fluttuazioni estreme di temperatura e umidità relativa e che escluda la luce del giorno e/o filtri la luce ultravioletta e le radiazioni infrarosse e l'inquinamento atmosferico fornisca l'ambiente appropriato per la conservazione della collezione". Un ambiente controllato può proteggere i metalli dall'aria inquinata, dalla polvere, dalle radiazioni ultraviolette e dall'eccessiva umidità relativa: i valori ideali sono una temperatura compresa tra 16 e 20 °C e fino al 40% (35-55% secondo le raccomandazioni del Canadian Conservation Institute) umidità relativa, tenendo presente che se il metallo è combinato con materiali organici, l'umidità relativa non deve essere inferiore al 45%. È preferibile conservare gli oggetti archeologici in ambienti (o scatole di plastica) con umidità relativa molto bassa, tranne nel caso in cui provengano da paludi o ambienti con acqua alta, nel qual caso è necessario trovare il giusto equilibrio con l'ambiente. Oggetti particolarmente preziosi possono essere collocati in contenitori microclimatici sigillati con un gas inerte come azoto o argon. I metalli con corrosione attiva se la passano meglio con un'umidità relativa inferiore: oggetti in rame o leghe di rame fino al 35% di umidità relativa e oggetti in ferro dal 12 al 15% di umidità relativa.
Le aree di stoccaggio pulite e ben organizzate sono importanti, ma vengono presi in considerazione anche i materiali presenti nell'ambiente. Il legno e i prodotti a base di legno (pannelli truciolari, compensato) possono rilasciare gas e causare il deterioramento dei metalli. Gli scaffali nei magazzini sono migliori se realizzati in acciaio inossidabile o plastica priva di cloro e acetato o acciaio verniciato a polvere. I metalli possono essere danneggiati dall'uso di gomma, feltro, lana o dall'olio sulla pelle umana, quindi si consiglia di indossare guanti di cotone quando si maneggiano oggetti metallici. Altri materiali conservati insieme o come parte di un oggetto metallico possono essere influenzati dall'ambiente. I materiali organici, ad esempio, possono trattenere l'umidità o essere più suscettibili al deterioramento rispetto ai metalli. Ciò potrebbe influire sulla stabilità di essi.
È meglio mantenere i livelli di illuminazione per la conservazione dei metalli al di sotto dei 300 lux (fino a 150 lux in caso di oggetti laccati o dipinti, fino a 50 lux in caso di oggetti con materiali sensibili alla luce). Sono disponibili molte opzioni di illuminazione, comprese luci LED e filtri che bloccano i dannosi raggi ultravioletti. 
Il monitoraggio delle condizioni dei metalli aiuta a determinare quando e se sono necessarie altre misure di conservazione, inclusi lavori di conservazione riparativa e/o i servizi di un conservatore qualificato. Che sia scritta, disegnata o fotografata, la documentazione di un oggetto metallico registrerà i cambiamenti dell'oggetto nel tempo. Ciò consente di riconoscere e alleviare un lento deterioramento che potrebbe passare inosservato.

## Conservazione interventistica
| La statua in ottone di Giuseppe I del Portogallo in Piazza del Commercio, Lisbona, con uno strato superficiale di patina verde causato da un'ossidazione avanzata (2011). | La stessa statua nel 2015, dopo la rimozione della patina (2012-2013), che mostra la finitura originale del 1775. Il colore scuro della statua fece sì che i marinai inglesi chiamassero la piazza che la ospita “Black Horse Square”. |

La conservazione o il trattamento interventistico è un'intrusione e un tentativo deliberato di alterare gli aspetti fisici e/o chimici di un oggetto nel tentativo di preservarlo e/o ripristinarlo. "In conformità con le politiche di gestione delle NPS, i trattamenti di conservazione vengono eseguiti come ultima risorsa, ridotti al minimo e dovrebbero essere reversibili." Uno dei principali sostenitori dell’etica della conservazione è non fare nulla. Preservare i materiali originali e ridurre al minimo i trattamenti invasivi riduce "le possibilità di compromettere l'integrità estetica, archeologica, culturale, storica, fisica, religiosa o scientifica degli oggetti". I trattamenti interventistici sono necessari quando un oggetto si sta disintegrando o è fragile e il trattamento proteggerà l'oggetto e/o ne fermerà il decadimento. Anche il restauro di un oggetto per l'esposizione e la presentazione visiva è una possibilità che potrebbe richiedere una riflessione preliminare con discussioni e negoziazioni con le parti coinvolte. La pianificazione aiuterà a prendere la decisione migliore in un trattamento riparativo e interventivo per l'oggetto e la situazione. Similmente a molte altre statue in bronzo, anche la statua di Giuseppe I del Portogallo ha subito un intervento conservativo. La decisione conservativa di rimuovere la patina è avvenuta molto probabilmente per due motivi. Innanzitutto migliora l'impressione visiva della statua; e in secondo luogo, la patina è un processo corrosivo che distrugge lentamente il metallo.

### Prima del 1800

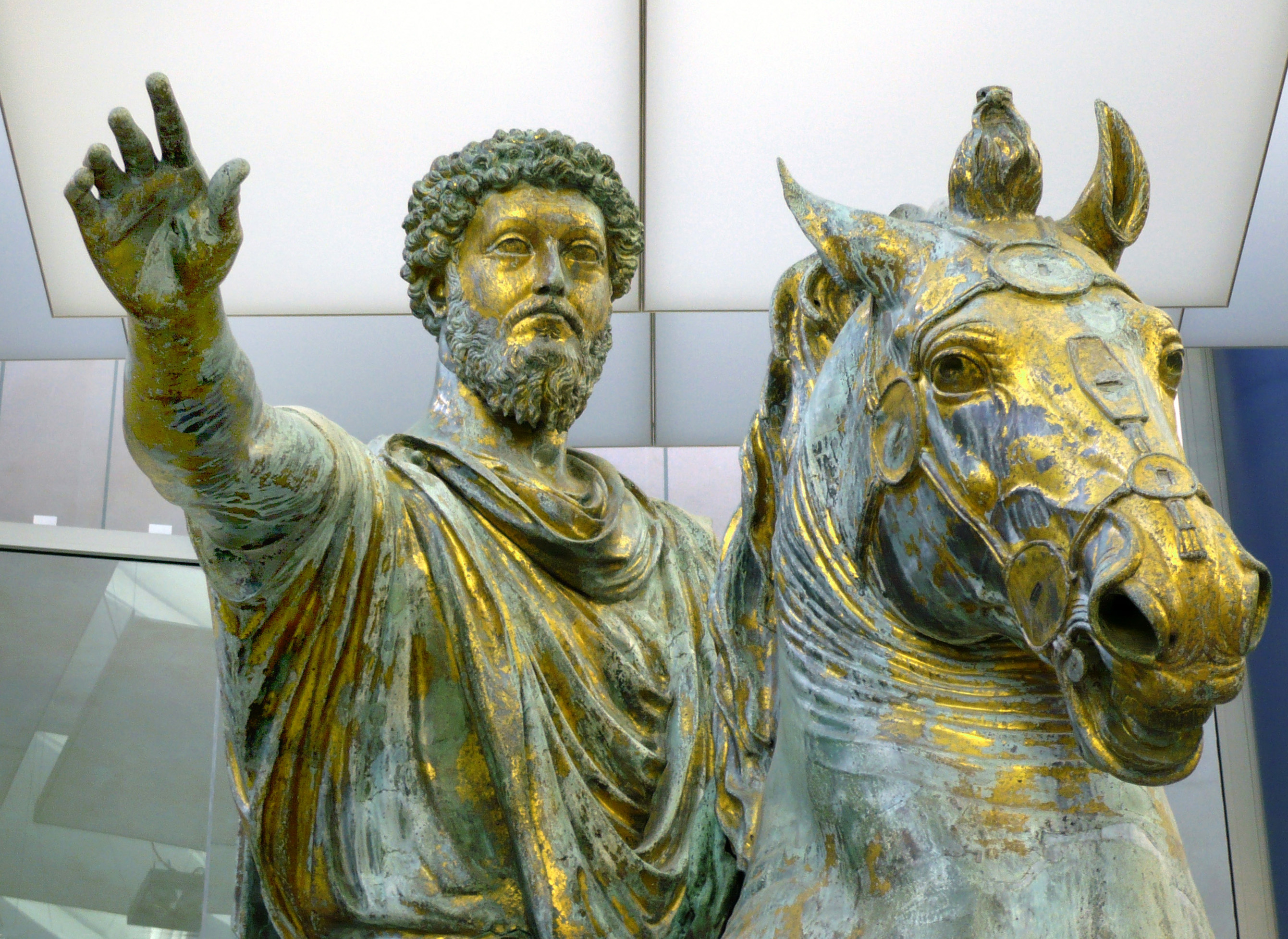
Statua originale di Marco Aurelio che campeggiava nella Piazza del Campidoglio e che poi è stata spostata all'interno dei Musei Capitolini. Essa non ha un colore omogeneo a causa del deperimento subito nel tempo dovuto alle intemperie e ad altre cause.

## Galleria d'immagini

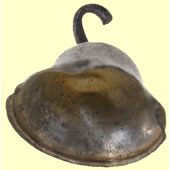
Campana post medievale. Altezza: 14,33 mm - diametro: 14,80 mm - peso: 0,8 g. Esempio di danno fisico ad oggetti metallici.
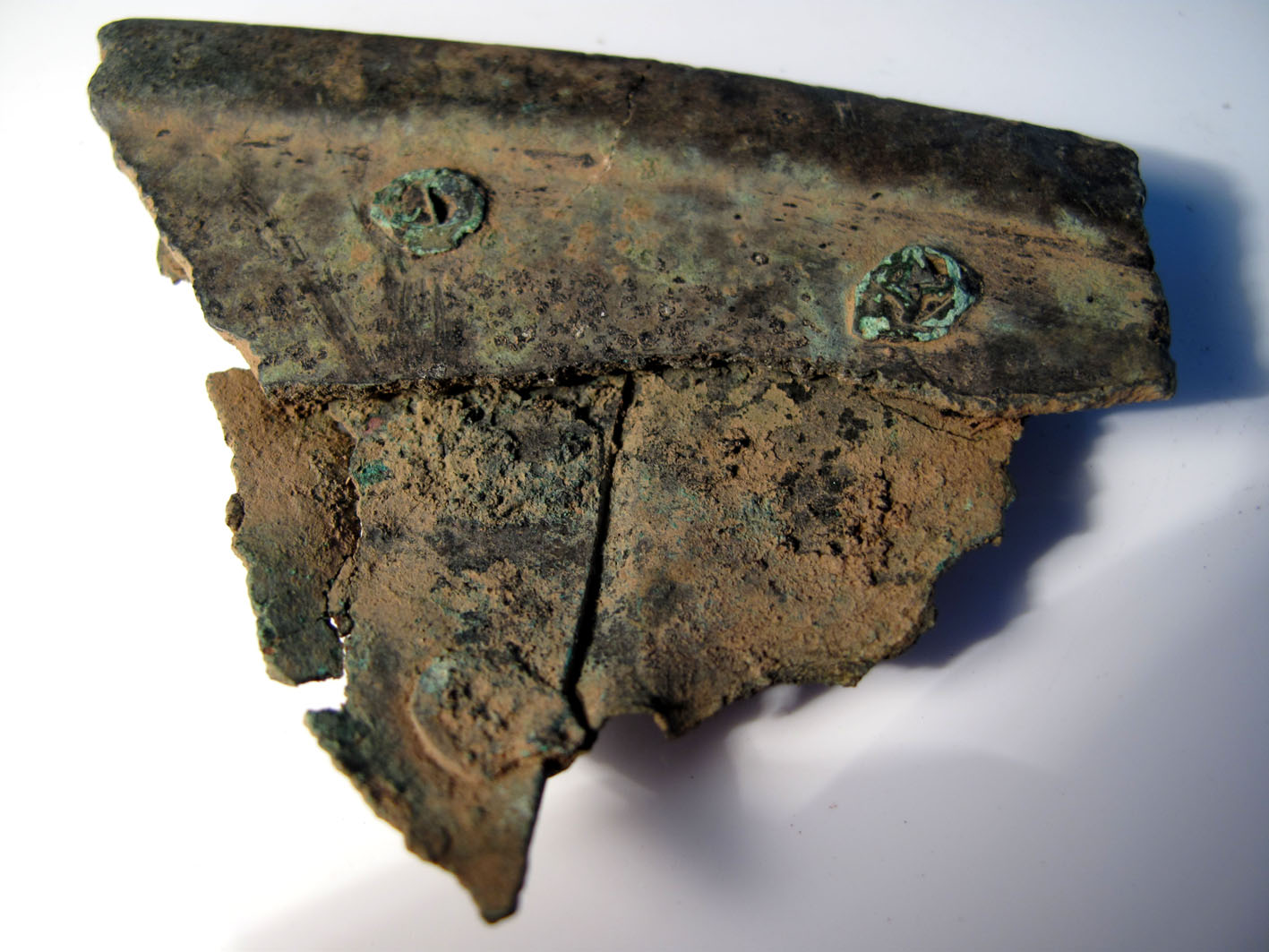
Frammenti di vasi metallici medievali che presentano possibili macchie di fuliggine (colore nero) e patina corrosa.
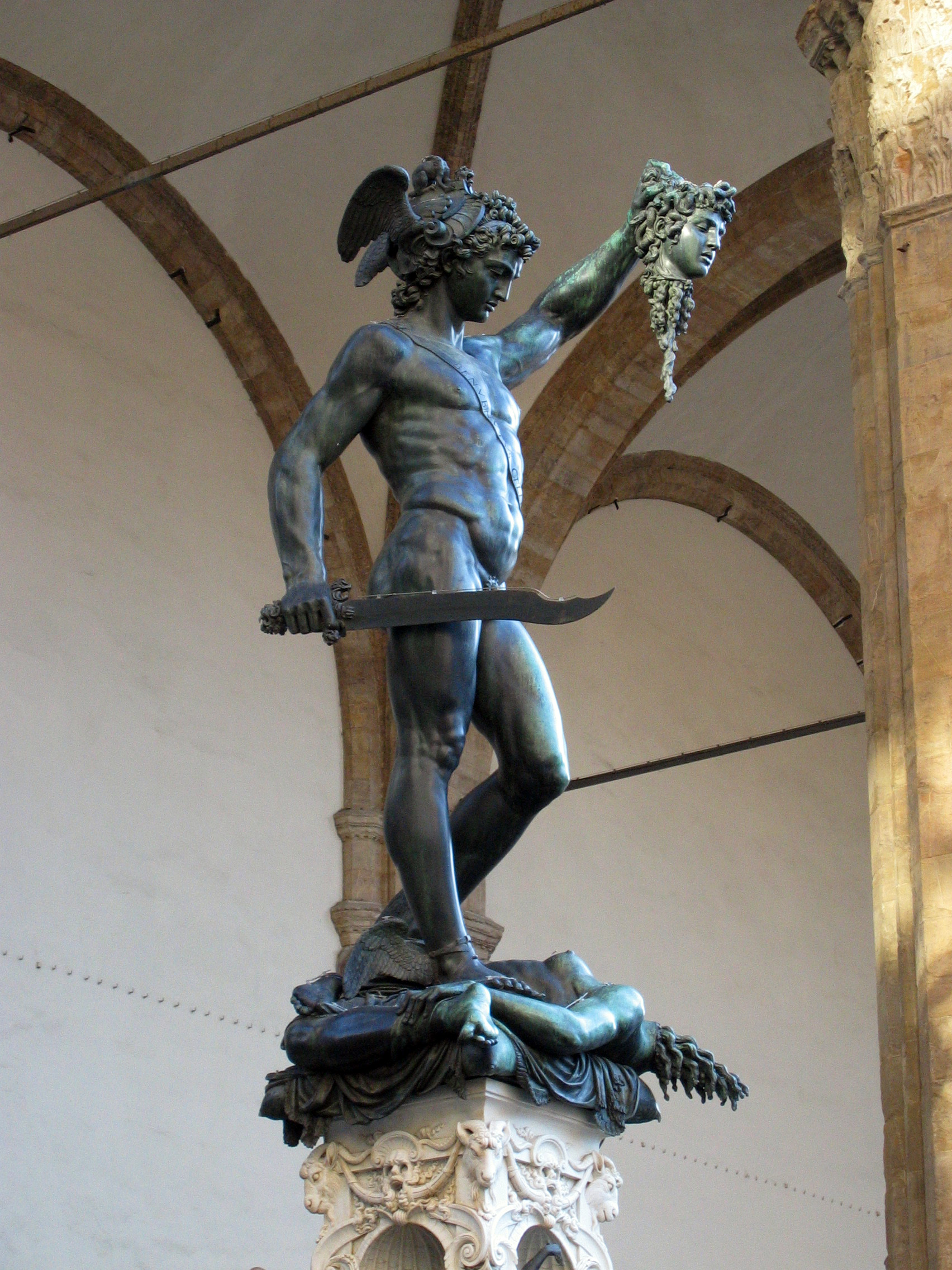
Perseo con la testa di Medusa nella galleria della Loggia dei Lanzi ai margini di Piazza della Signoria a Firenze; foto scattata dopo la pulitura e il restauro della statua.
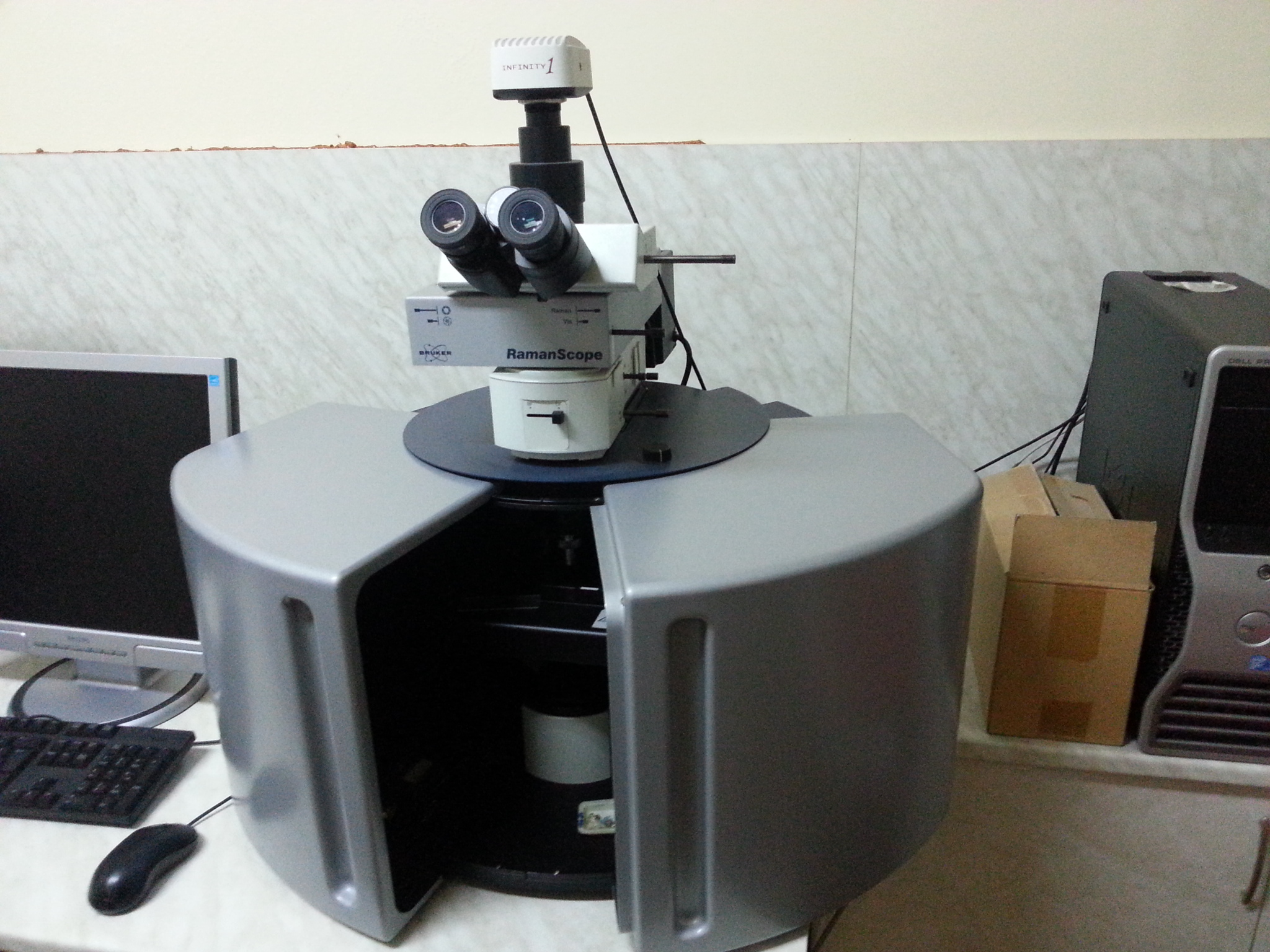
Dispositivo per spettroscopia Raman.